# Pardubice-Svítkov
Pardubice-Svítkov – przystanek kolejowy w Pardubicach, w kraju pardubickim, w Czechach. Znajduje się na wysokości 220 m n.p.m.
Na przystanku nie ma możliwości zakupu biletu, a obsługa podróżnych odbywa się w pociągu.

## Linie kolejowe
- 010 Kolín - Česká Třebová